# WTA-toernooi van Boekarest
Het WTA-toernooi van Boekarest is een jaarlijks terugkerend tennistoernooi voor vrouwen dat wordt georganiseerd in de Roemeense hoofdstad Boekarest. De officiële naam van het toernooi was Bucharest Open tot en met 2019.

## Toernooi
De WTA organiseert het toernooi, dat wordt gespeeld op gravel en dat tot en met 2019 in de categorie "International" viel. Het toernooi vond toen plaats de week na Wimbledon.

## Geschiedenis
Het toernooi werd voor het eerst georganiseerd in 2014, toen in Roemenië het vrouwentennis een opleving beleefde. Zowel Simona Halep, Sorana Cîrstea, Monica Niculescu als Alexandra Cadanțu stonden in de top 100 genoteerd in de WTA-ranglijst, terwijl ook Alexandra Dulgheru en Irina-Camelia Begu, die terugkwam van een blessure, sportief opvielen.
Het toernooi verdrong het WTA-toernooi van Boedapest van de WTA-kalender. De eerste editie van het Bucharest Open begon op 7 juli 2014.
In 2020 en 2021 werd het toernooi niet georganiseerd, als gevolg van de coronapandemie. In 2021 kende Roemenië wel twee geïmproviseerde toernooien in Cluj-Napoca. In 2022 werd het toernooi in Boekarest hervat, onder de naam Țiriac Foundation Trophy, in de categorie WTA 125.

## Meervoudig winnaressen enkelspel
| speelster          | aantal titels | in de jaren |
| ------------------ | ------------- | ----------- |
| Simona Halep       | 2             | 2014, 2016  |
| Irina-Camelia Begu | 2             | 2017, 2022  |

## Enkel- en dubbelspeltitel in één jaar
| speelster          | in het jaar |
| ------------------ | ----------- |
| Irina-Camelia Begu | 2017        |

## Finales

### Enkelspel
| Datum      | Naam                                       | Cat.                                       | ($)                                        | Ondergrond                                 | Winnares                                   | Verliezend finaliste                       | Uitslag                                    |                                            |
| ---------- | ------------------------------------------ | ------------------------------------------ | ------------------------------------------ | ------------------------------------------ | ------------------------------------------ | ------------------------------------------ | ------------------------------------------ | ------------------------------------------ |
| 2014-07-07 | Bucharest Open                             | International                              | 250.000                                    | gravel, buiten                             | Simona Halep                               | Roberta Vinci                              | 6-1, 6-3                                   | details                                    |
| 2015-07-13 | Bucharest Open                             | International                              | 250.000                                    | gravel, buiten                             | Anna Karolína Schmiedlová                  | Sara Errani                                | 7-6, 6-3                                   | details                                    |
| 2016-07-11 | Bucharest Open                             | International                              | 250.000                                    | gravel, buiten                             | Simona Halep                               | Anastasija Sevastova                       | 6-0, 6-0                                   | details                                    |
| 2017-07-17 | Bucharest Open                             | International                              | 250.000                                    | gravel, buiten                             | Irina-Camelia Begu                         | Julia Görges                               | 6-3, 7-5                                   | details                                    |
| 2018-07-16 | Bucharest Open                             | International                              | 250.000                                    | gravel, buiten                             | Anastasija Sevastova                       | Petra Martić                               | 7-6, 6-2                                   | details                                    |
| 2019-07-15 | Bucharest Open                             | International                              | 250.000                                    | gravel, buiten                             | Jelena Rybakina                            | Patricia Maria Țig                         | 6-2, 6-0                                   | details                                    |
| 2020–2021  | toernooi geannuleerd wegens coronapandemie | toernooi geannuleerd wegens coronapandemie | toernooi geannuleerd wegens coronapandemie | toernooi geannuleerd wegens coronapandemie | toernooi geannuleerd wegens coronapandemie | toernooi geannuleerd wegens coronapandemie | toernooi geannuleerd wegens coronapandemie | toernooi geannuleerd wegens coronapandemie |
| 2022-09-12 | Țiriac Foundation Trophy                   | WTA 125                                    | 115.000                                    | gravel, buiten                             | Irina-Camelia Begu                         | Réka Luca Jani                             | 6-3, 6-3                                   | details                                    |
| 2023-09-11 | Țiriac Foundation Trophy                   | WTA 125                                    | 115.000                                    | gravel, buiten                             | Astra Sharma                               | Sara Errani                                | 0-6, 7-5, 6-2                              | details                                    |
| 2024-09-09 | Țiriac Foundation Trophy                   | WTA 125                                    | 115.000                                    | gravel, buiten                             | Miriam Bulgaru                             | Kathinka von Deichmann                     | 6-3, 1-6, 6-4                              | details                                    |

### Dubbelspel
| Datum      | Naam                                       | Cat.                                       | ($)                                        | Ondergrond                                 | Winnaressen                                | Verliezend finalistes                      | Uitslag                                    |                                            |
| ---------- | ------------------------------------------ | ------------------------------------------ | ------------------------------------------ | ------------------------------------------ | ------------------------------------------ | ------------------------------------------ | ------------------------------------------ | ------------------------------------------ |
| 2014-07-07 | Bucharest Open                             | International                              | 250.000                                    | gravel, buiten                             | Elena Bogdan Alexandra Cadanțu             | Çağla Büyükakçay Karin Knapp               | 6-4, 3-6, [10-5]                           | details                                    |
| 2015-07-13 | Bucharest Open                             | International                              | 250.000                                    | gravel, buiten                             | Oksana Kalasjnikova Demi Schuurs           | Andreea Mitu Patricia Maria Țig            | 6-2, 6-2                                   | details                                    |
| 2016-07-11 | Bucharest Open                             | International                              | 250.000                                    | gravel, buiten                             | Jessica Moore Varatchaya Wongteanchai      | Alexandra Cadanțu Katarzyna Piter          | 6-3, 7-6                                   | details                                    |
| 2017-07-17 | Bucharest Open                             | International                              | 250.000                                    | gravel, buiten                             | Irina-Camelia Begu Raluca Olaru            | Elise Mertens Demi Schuurs                 | 6-3, 6-3                                   | details                                    |
| 2018-07-16 | Bucharest Open                             | International                              | 250.000                                    | gravel, buiten                             | Irina-Camelia Begu Andreea Mitu            | Danka Kovinić Maryna Zanevska              | 6-3, 6-4                                   | details                                    |
| 2019-07-15 | Bucharest Open                             | International                              | 250.000                                    | gravel, buiten                             | Viktória Kužmová Kristýna Plíšková         | Jaqueline Cristian Elena Gabriela Ruse     | 6-4, 7-6                                   | details                                    |
| 2020–2021  | toernooi geannuleerd wegens coronapandemie | toernooi geannuleerd wegens coronapandemie | toernooi geannuleerd wegens coronapandemie | toernooi geannuleerd wegens coronapandemie | toernooi geannuleerd wegens coronapandemie | toernooi geannuleerd wegens coronapandemie | toernooi geannuleerd wegens coronapandemie | toernooi geannuleerd wegens coronapandemie |
| 2022-09-12 | Țiriac Foundation Trophy                   | WTA 125                                    | 115.000                                    | gravel, buiten                             | Aliona Bolsova Andrea Gámiz                | Réka Luca Jani Panna Udvardy               | 7-5, 6-3                                   | details                                    |
| 2023-09-11 | Țiriac Foundation Trophy                   | WTA 125                                    | 115.000                                    | gravel, buiten                             | Angelica Moratelli Camilla Rosatello       | Valentini Grammatikopoulou Anna Sisková    | 7-5, 6-4                                   | details                                    |
| 2024-09-09 | Țiriac Foundation Trophy                   | WTA 125                                    | 115.000                                    | gravel, buiten                             | Carole Monnet Darja Semeņistaja            | Aliona Bolsova Katarzyna Kawa              | 1-6, 6-2, [10-7]                           | details                                    |